# Province d'Ayutthaya
L'Ayutthaya (en thaï : พระนครศรีอยุธยา) est une province (changwat) de Thaïlande.
Elle est située dans le centre du pays. Sa capitale est la ville d'Ayutthaya.

Temples, Ayutthaya

## Subdivisions

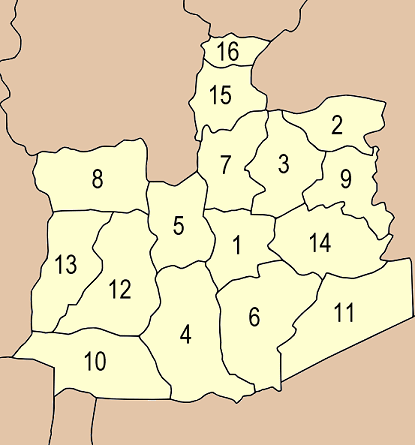
Carte des amphoe de la province d'Ayutthaya.

Ayutthaya est subdivisée en 16 districts (amphoe) : Ces districts sont eux-mêmes subdivisés en 209 sous-districts (tambon) et 1 328 villages (muban).
1. Phra Nakhon Si Ayutthaya
2. Tha Ruea
3. Nakhon Luang
4. Bang Sai
5. Bang Ban
6. Bang Pa-in
7. Bang Pahan
8. Phak Hai
9. Phachi
10. Lat Bua Luang
11. Wang Noi
12. Sena[1]
13. Bang Sai
14. Uthai
15. Maha Rat
16. Ban Phraek